# Qadrius
Qadrius is een geslacht van kevers van de familie snoerhalskevers (Anthicidae).

## Soorten
- Q. quietus Abdullah, 1964
- Q. salvus Abdullah, 1964